# Annestine Beyer
Anna Kirstine (Annestine) Margrethe Beyer, född 1795, död 1884, var en dansk reformpedagog. Hon betraktas som den första pionjären inom kvinnors utbildning i Danmark. 
Hennes föräldrar var sockerfabrikören Hans Petri Beyer (ca. 1747–1806) och Elisabeth Smith Aarøe (*ca. 1763). Hon gifte sig aldrig utan levde med två ogifta systrar hela sitt liv. 
Hon utbildades vid flickskolan Døtreskolen af 1791 i Köpenhamn, en av dåtidens mest prestigefyllda skolor som stod öppna för flickor. Hon hade tidigt reformpedagogiska ambitioner och var påverkad av idéer från de tyske pedagogerna Johann Heinrich Pestalozzi och Friedrich Fröbel. Hon fokuserade på utbildningen för kvinnor. 
1845 utfärdade Köpenhamns skoldirektion en ny skolmyndighet som skulle kontrollera utbildningen för privatlärare i Köpenhamn. De flesta privatskolor i Köpenhamn drevs av kvinnor, och för att möta detta behov öppnade Beyer 1846, tillsammans med Emil Bojsen, Den højere Dannelsesanstalt for Damer för att utbilda kvinnliga lärare. Skolans personal bestod av manliga akademiker, och den delade länge lokal med Døtreskolen af 1791. Detta var den första akademiska yrkeshögskola öppen för kvinnor i Danmark. Fram till 1860-talet var de flesta av Danmarks kvinnliga reformpedagoger förutvarande elever där, bland dem Natalie Zahle. 1859 fick kvinnor i Danmark rätt att avlägga examen som lärare. 1861 arrangerade Beyer sin undervisning på förfrågan från Emma Holmsted, så att hennes skola också kunde ha en examenskurs för kvinnor, vilket var första gången kvinnor kunde avlägga examen i Danmark. 
Tillsammans med sin tidigare elev Natalie Zahle var hon den mest framträdande pionjären för kvinnlig utbildning under sin samtid. Hon var också mer emancipatorisk och radikalt lagd än Zahle, som kritiserade henne för att hennes brist på religiöst inflytande över utbildningen.  